# Rebešovice
Rebešovice (in tedesco Rebeschowitz) è un comune della Repubblica Ceca facente parte del distretto di Brno-venkov, in Moravia Meridionale.